# Charles Treffel
Charles Lucien Treffel (* 23. Juni 1875 in Lille; † 18. Oktober 1947 ebenda) war ein französischer Wasserballspieler und Schwimmer.

## Karriere
Treffel nahm an den Olympischen Spielen 1900 in Paris teil. Hier erreichte er im Wasserball mit der Mannschaft Pupilles de Neptune de Lille I den fünften Rang. Für den Schwimmwettbewerb über 200 m Hindernis war der Franzose ebenfalls gemeldet, trat aber nicht an.